# Бруберг, Гуннар
Гуннар Бруберг (швед. Gunnar Broberg; 5 сентября 1942 — 30 апреля 2022) — шведский учёный, историк науки, с 1990 года — профессор Лундского университета, автор многих научных и научно-популярных публикаций на научно-исторические темы. В 2006 году, в канун 300-летия Карла Линнея (1707—1778), Шведский институт выпустил книгу Бруберга, посвящённую великому шведскому естествоиспытателю, на многих языках мира, в том числе на русском.

## Направления исследований
Бруберг занимался историей науки, историей идей и культуры. Можно выделить следующие направления его исследований:
- история естествознания XVIII века, в первую очередь изучение биографии и идей Карла Линнея,
- история евгеники, в том числе исследование и освещение проблемы принудительной стерилизации, которая практиковалась в Швеции с 1930-х по 1950-е годы,
- взаимодействие человека и животных.

Книга Eugenics and the Welfare State (1995), посвящённая проблеме принудительной стерилизации в скандинавских странах, вызвала широкий международный резонанс; в частности, именно эта книга стала причиной того, что правительство Швеции официально извинилось перед жертвами принудительной стерилизации и стало выплачивать им компенсации.
В 2005 году Бруберг был избран президентом Kungliga Humanistiska Vetenskapssamfundet i Lund.

## Работы
- Järven, filfrassen, frossaren, 1971. (швед.)
- Homo sapiens L, 1975. (швед.)
- Brunögd, lätt, hastig, gjorde allting promt, 1978. (швед.)
- Linnéminnen i Uppsala, 1982. (швед.)
- Bilden av naturen, 1983. (швед.)
- Nordström och hans skola, 1983. (швед.)
- Oönskade i folkhemmet, 1991 (в соавторстве с Маттиасом Тюденом[швед.]). (швед.)
- Gyllene äpplen, 1992. (швед.)
- Statlig rasforskning, 1995. (швед.)
- Eugenics and the Welfare State: Sterilization Policy in Denmark, Sweden, Norway, and Finland, Michigan State University Press[англ.]: 1996 (в соавторстве с Нильсом Роллом-Хансеном). (англ.)

- В 2005 году вышло второе, дополненное, издание книги.

- När svensk historia blev en världsnyhet, 1999 (в соавторстве с Маттиасом Тюденом[швед.]). (швед.)
- Kattens historia, 2004. (швед.)
- Tsunamin i Lissabon, 2005. (швед.)
- Carl von Linné, 2006. (швед.)

- Карл фон Линней / Пер. со швед. Н. Хассо. — Стокгольм: Шведский институт, 2006. — 44 с. — ISBN 91-520-0914-9. ISBN 978-91-520-0914-7 (рус.)
- Carl Linnaeus / Translation by Roger Tanner. — New edition. — Stockholm: Swedish Institute, 2006. — 44 p. — (91-520-0912-2). Архивировано 5 января 2011 года. ISBN 978-91-520-0912-3 (англ.)  (Дата обращения: 23 декабря 2010)

- Nattens historia. Nordiskt mörker och ljus under tusen år, 2016. (швед.)

## Литературные премии
В 1992 году Бруберг стал лауреатом шведской литературной Августовской премии (1995) за книгу Gyllene äpplen («Золотое яблоко»).